# マーガレット・ニールソン・アームストロング
マーガレット・ニールソン・アームストロング（Margaret Neilson Armstrong 、1867年9月24日 – 1944年7月18日）はアメリカ合衆国のイラストレーター、書籍の装丁家、作家である。アールヌーボーのスタイルの装丁で知られる。植物画家としてはアメリカ合衆国西部のものとしては初の包括的な絵入りの植物ガイドブックを出版した。いくつかのミステリー小説も書いた。

## 略歴
ニューヨークに生まれた。父親は外交官で、ステンドグラス作家でもあったメイトランド・アームストロングで母親はニューヨーク州知事、ハミルトン・フィッシュの姪にあたる名家の出身である。兄弟には外交官を務めた後、雑誌"Foreign Affairs”の編集を任された、ハミルトン・アームストロング（Hamilton Fish Armstrong）がいる。1880年からデザイナーの仕事を始め、出版社A.C. McClurgのために働き始め、後に他の出版社の書籍も手掛け、270以上の装丁デザインを行った。植物をモチーフとしたアールヌーボーのスタイルを好んだ。アームストロングが装丁デザインした書籍には、フランシス・ホジソン・バーネット、チャールズ・ディケンズ、ポール・ロレンス・ダンバー、ロバート・ルイス・スティーヴンソン、ヘンリー・ヴァン・ダイクらの書籍がある。アリス・モース（Alice Cordelia Morse）と並んで、この時代の最もすぐれた装丁デザイナーと評価されていた。、
1910年代になって、書籍にブックカバーがつけられるのが流行するようになったのと、自ら本を執筆するために装丁の仕事をやめた。もともと熱心な自然愛好家であったので、興味は植物学に向かい、グランド・キャニオンの谷底を到達した最初の女性となり、この地域でいくつかの種の同定されていない植物を見つけた。48点の多色刷りの図版を含む550点の図版付の植物ガイドブック、"Field Book of Western Wild Flowers"を執筆した。これはアメリカ合衆国の西部の植物が包括的に解説された最初の著作とされる。60歳から70歳の間に、3篇のミステリー、"Murder in Stained Glass" (1939)、"The Man with No Face" (1940)、 "The Blue Santo Murder Mystery" (1941)と2篇の評伝を執筆した。

## 著作
- Field Book of Western Wild Flowers (1915)
- Five Generations (1930)
- Fanny Kemble: A Passionate Victorian (1938)
- Murder in Stained Glass (1939)
- Trelawny: A Man's Life (1940)
- The Man With No Face (1940)
- The Blue Santo Murder Mystery (1941)

## 作品

### 植物画

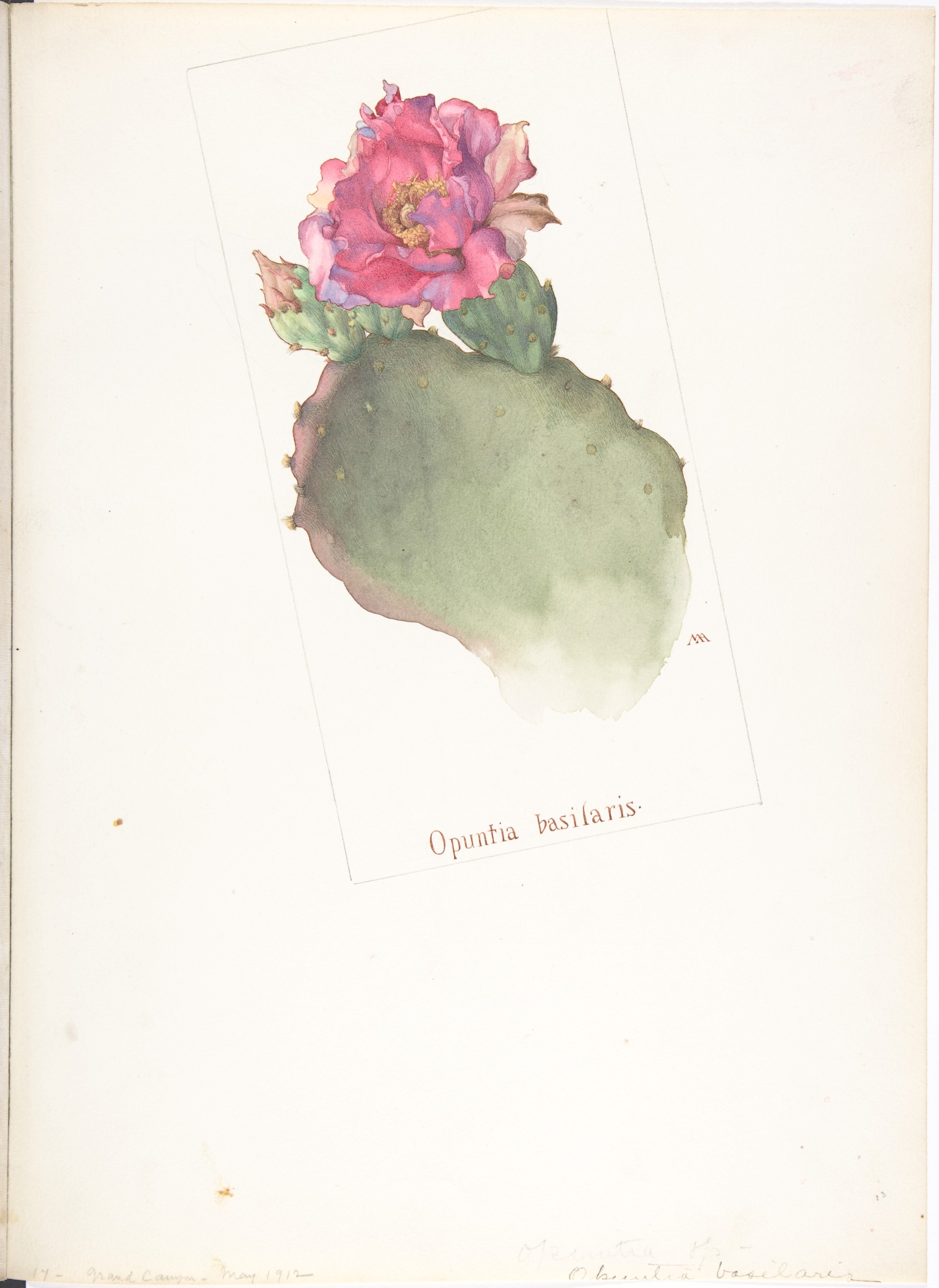
Opuntia Basilaris
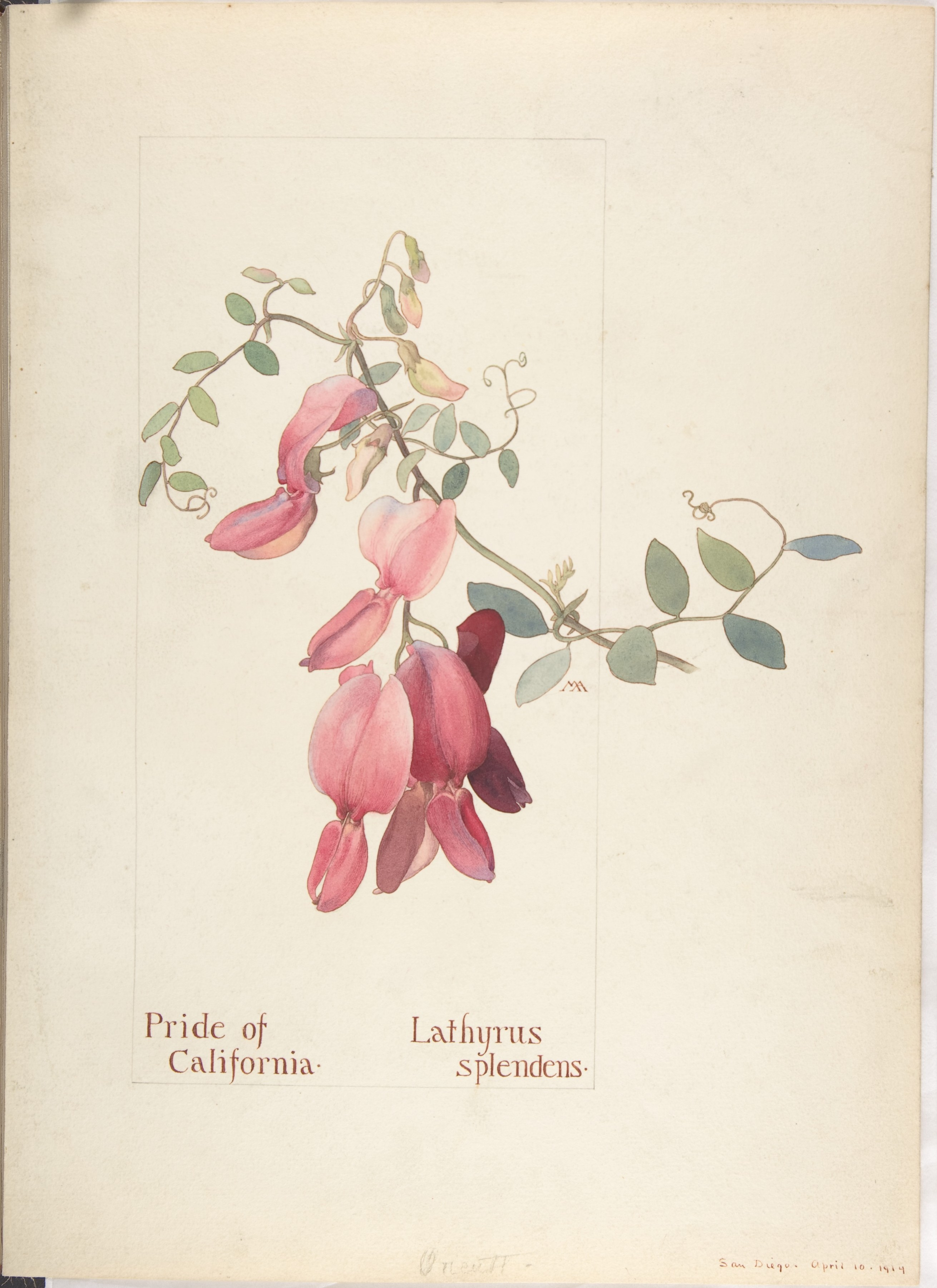
Lathyrus Splendens
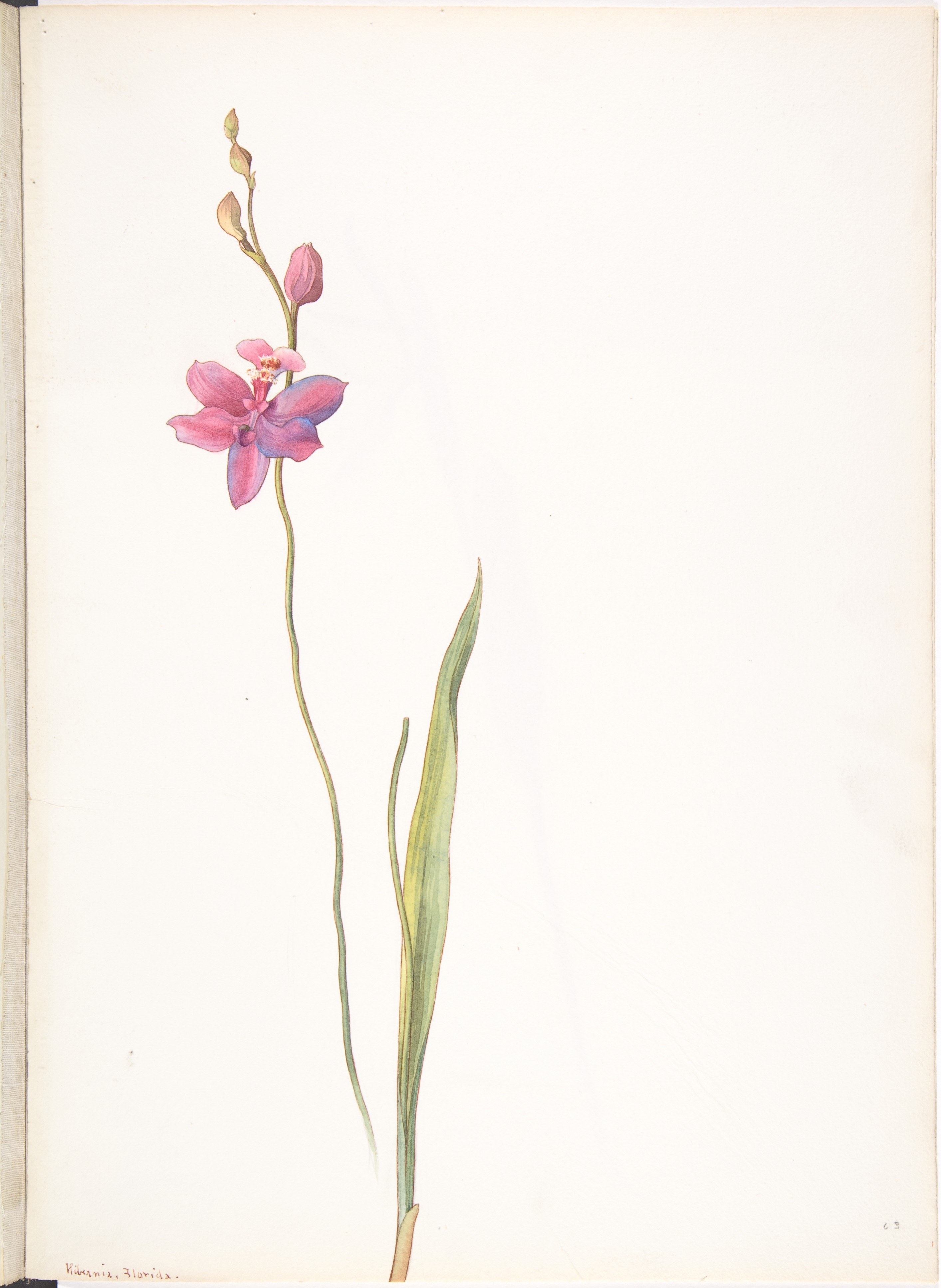
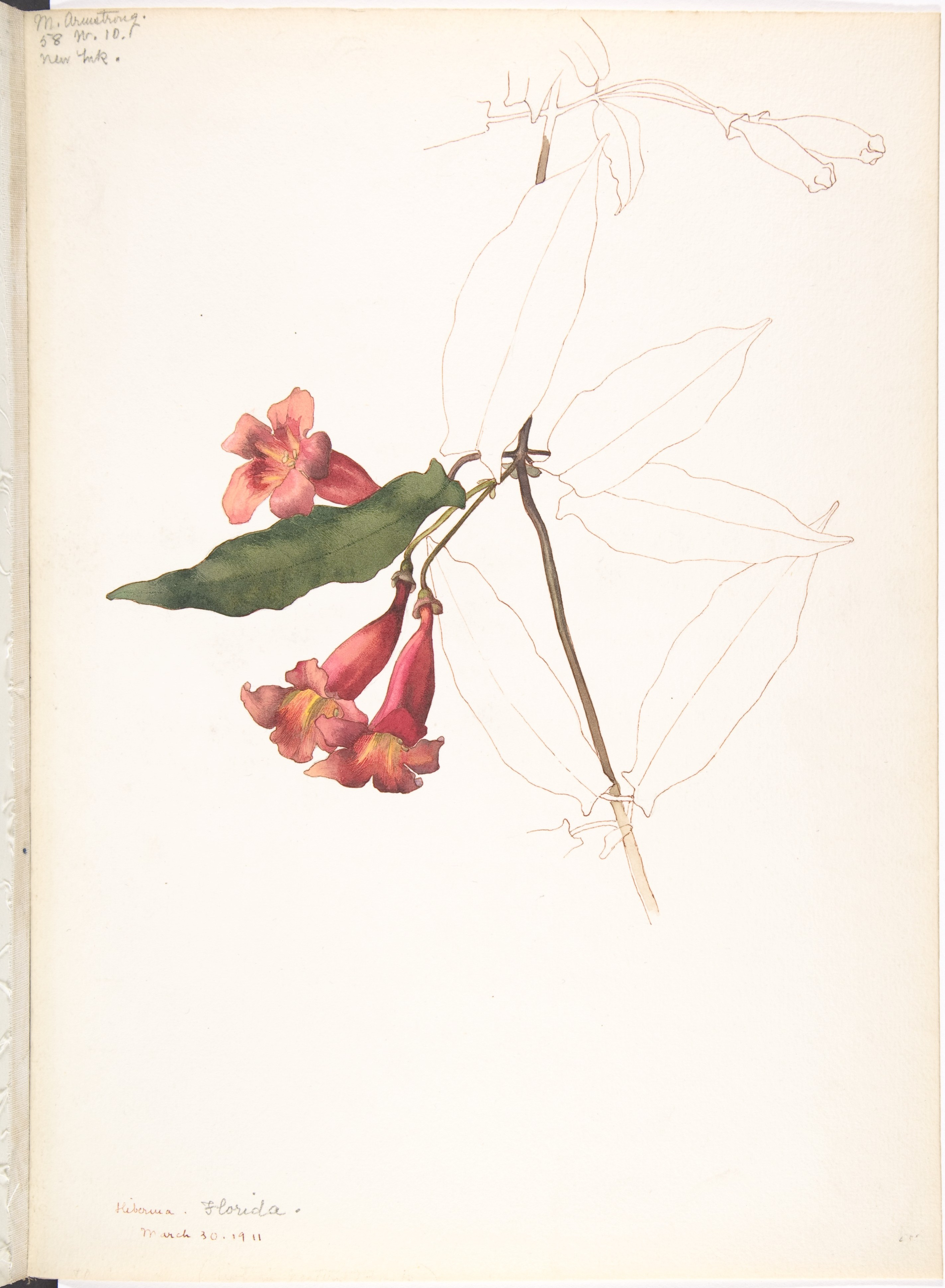
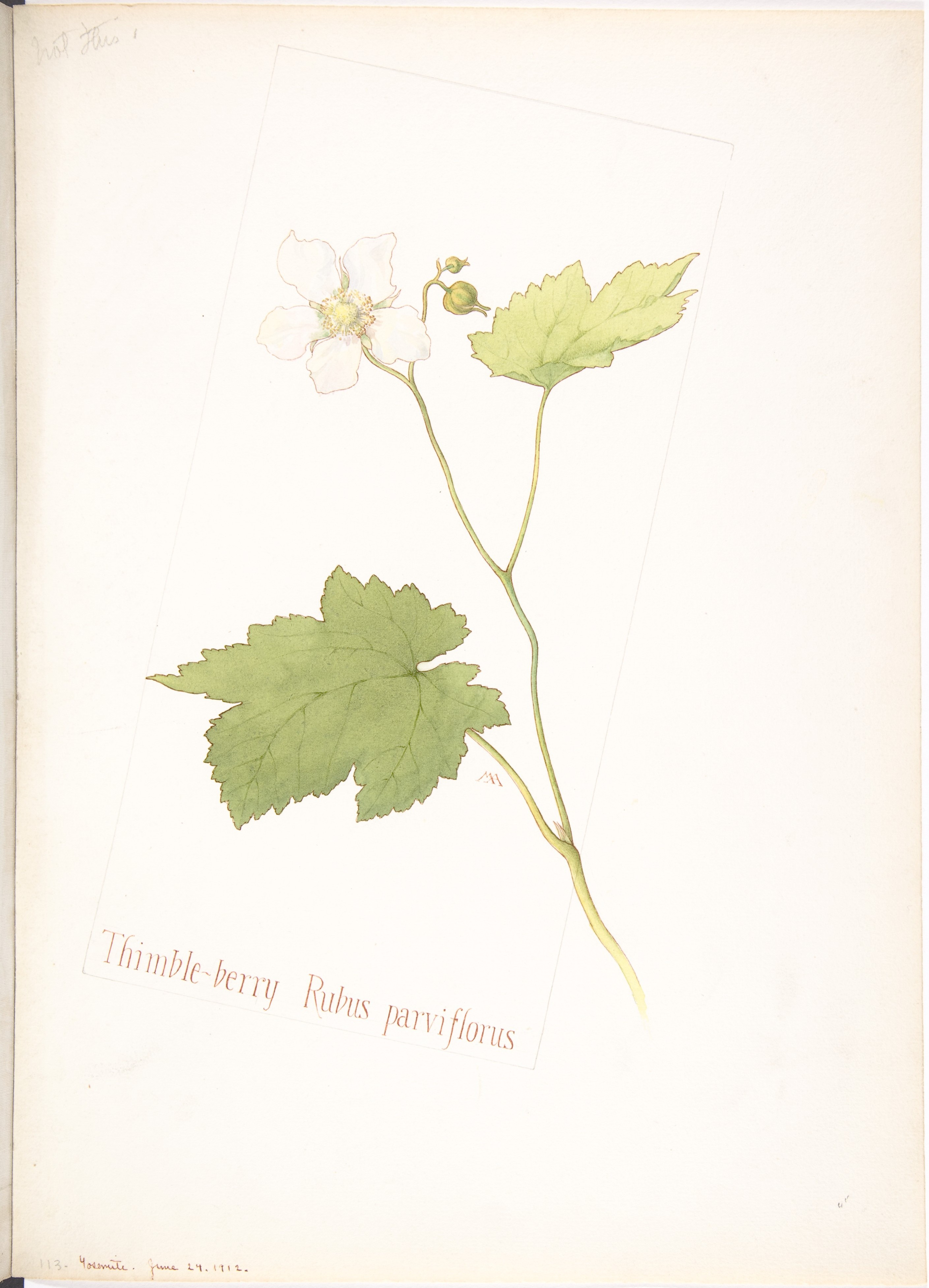
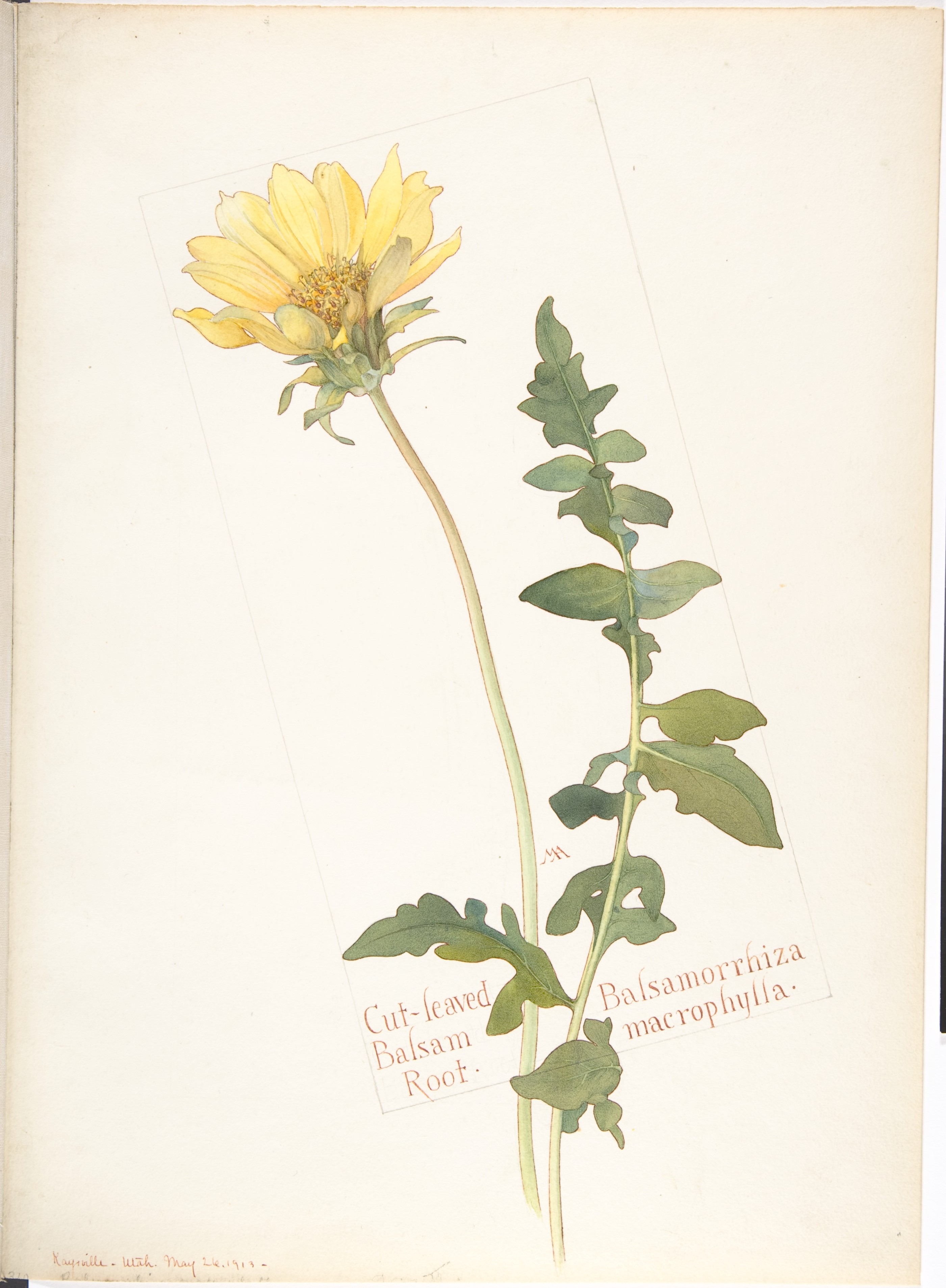

### 装丁

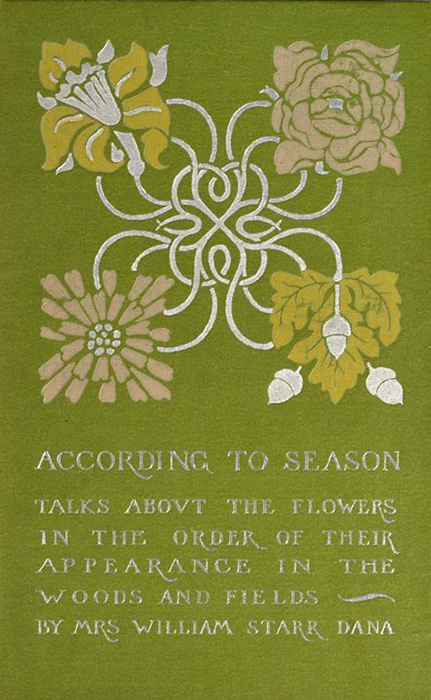
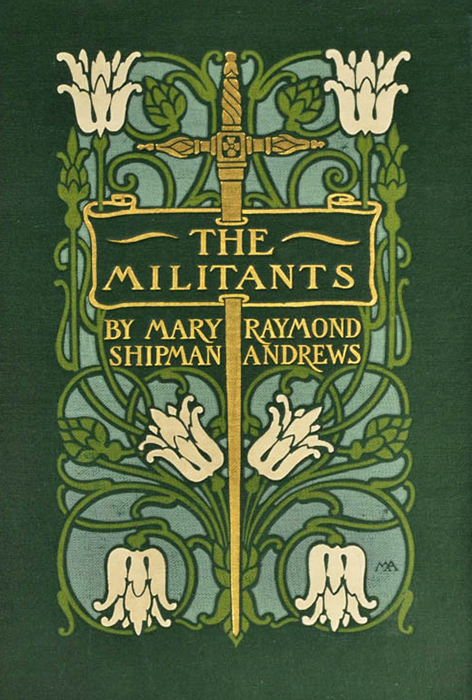
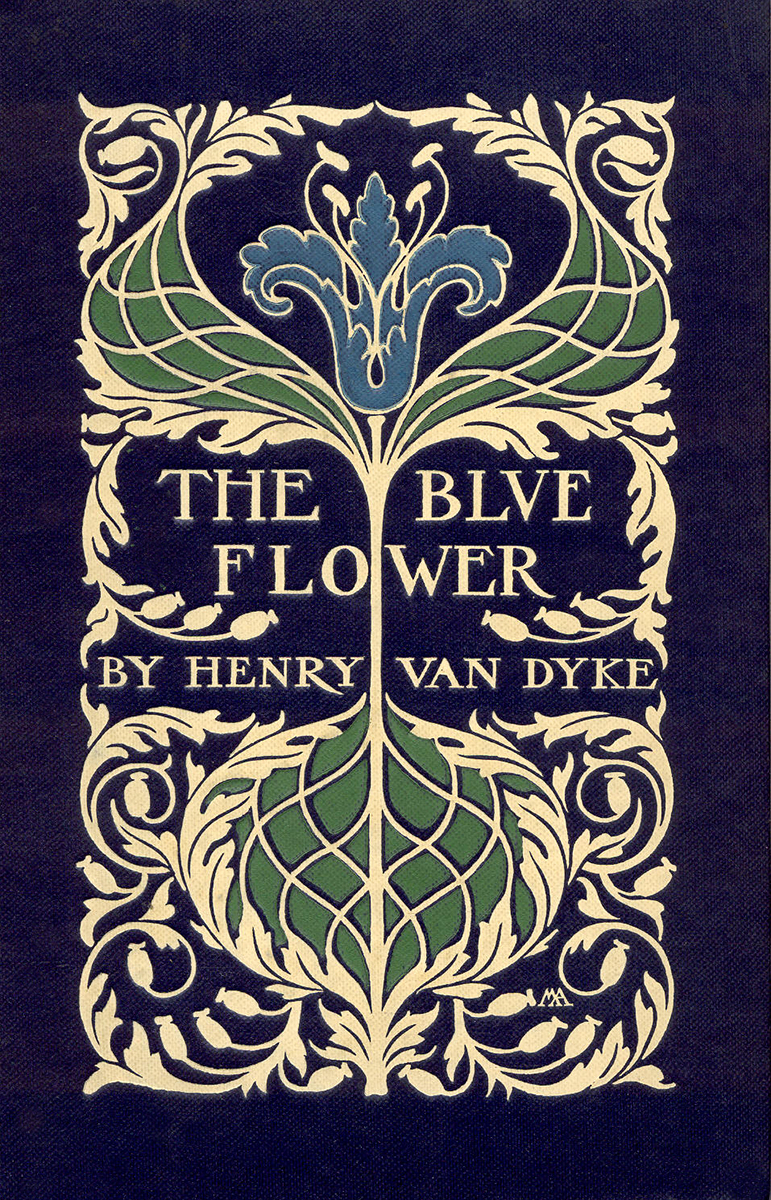